# Liste der Monuments historiques in Stotzheim
Die Liste der Monuments historiques in Stotzheim führt die Monuments historiques in der französischen Gemeinde Stotzheim auf.

## Liste der Bauwerke
| Bezeichnung          | Beschreibung | Standort                      | Kennzeichnung | Schutzstatus | Datum | Bild           |
| -------------------- | --- | ----------------------------- | ------------- | ------------ | ----- | -------------- |
| Château d’Andlau     | auch Château du Haut-Village; um 1700 erbaut                                                                                  | 11 rue du Haut-Village (Lage) | PA00085012    | Inscrit      | 1986  |                |
| Château de Grünstein | Schlossanlage, 16. Jahrhundert, am Platz einer mittelalterlichen Burg; in der zweiten Hälfte des 19. Jahrhunderts umgestaltet | 21 rue du Bas-Village (Lage)  | PA00085011    | Inscrit      | 1986  | weitere Bilder |

## Liste der Objekte
| Bezeichnung                                              | Beschreibung | Standort                        | Kennzeichnung | Schutzstatus | Datum | Bild           |
| -------------------------------------------------------- | --- | ------------------------------- | ------------- | ------------ | ----- | -------------- |
| Kelch und Patene                                         | Silber, vergoldet, Anfang des 19. Jahrhunderts                                                                                        | in der Kirche St-Nicolas (Lage) | PM67001369    | Inscrit      | 1974  |                |
| Hauptaltar                                               | Altartisch, Tabernakel, Baldachin, Retabel und Gemälde; Holz, farbig gefasst und vergoldet, sowie Ölfarbe auf Leinwand, 1773 bis 1779 | in der Kirche St-Nicolas (Lage) | PM67000324    | Classé       | 1972  | weitere Bilder |
| Zwei Seitenaltäre                                        | jeweils Altartisch, Retabel und zwei Gemälde; Holz, farbig gefasst und vergoldet, sowie Ölfarbe auf Leinwand, 18. und 19. Jahrhundert | in der Kirche St-Nicolas (Lage) | PM67000327    | Classé       | 1987  | weitere Bilder |
| Orgel                                                    | 1751 von Johann Andreas Silbermann für das Franziskanerkloster in Sélestat gebaut, 1800 nach Stotzheim versetzt                       | in der Kirche St-Nicolas (Lage) | PM67001094    | Classé       | 1987  | weitere Bilder |
| Orgelprospekt                                            | 1751 von Johann Andreas Silbermann für das Franziskanerkloster in Sélestat gebaut, 1800 nach Stotzheim versetzt                       | in der Kirche St-Nicolas (Lage) | PM67000328    | Classé       | 1987  | weitere Bilder |
| Pluviale von Benedikt Anton Friedrich von Andlau-Homburg | Seide, Wolle, Metallfaden, Ende des 18. Jahrhunderts; an das Frauenhausmuseum in Straßburg ausgeliehen                                | in der Kirche St-Nicolas (Lage) | PM67000325    | Classé       | 1972  |                |
| Monstranz                                                | Kupfer, vergoldet, und Silber, Anfang des 19. Jahrhunderts                                                                            | in der Kirche St-Nicolas (Lage) | PM67000323    | Classé       | 1972  |                |
| Liturgische Gewänder                                     | Kasel, Stola, Manipel, Kelchvelum und Bursa; Seide, 18. Jahrhundert; an das Frauenhausmuseum in Straßburg ausgeliehen                 | in der Kirche St-Nicolas (Lage) | PM67000326    | Classé       | 1972  |                |
| Wandverkleidung                                          | Eichenholz, bemalt von Martin von Feuerstein, 1875                                                                                    | in der Kirche St-Nicolas (Lage) | PM67000665    | Classé       | 1992  | weitere Bilder |